# Tholen
Tholen (wymowaⓘ) – miasto i gmina w południowo-zachodniej Holandii. Miasto Tholen otrzymało prawa miejskie w 1366 r.

## Miejscowości
Na terenie gminy Tholen znajdują miejscowości:
- Anna Jacobapolder
- De Sluis
- Oud-Vossemeer
- Poortvliet
- Scherpenisse
- Sint Annaland
- Sint Maartensdijk
- Sint-Philipsland
- Stavenisse
- Tholen

## Miasta partnerskie

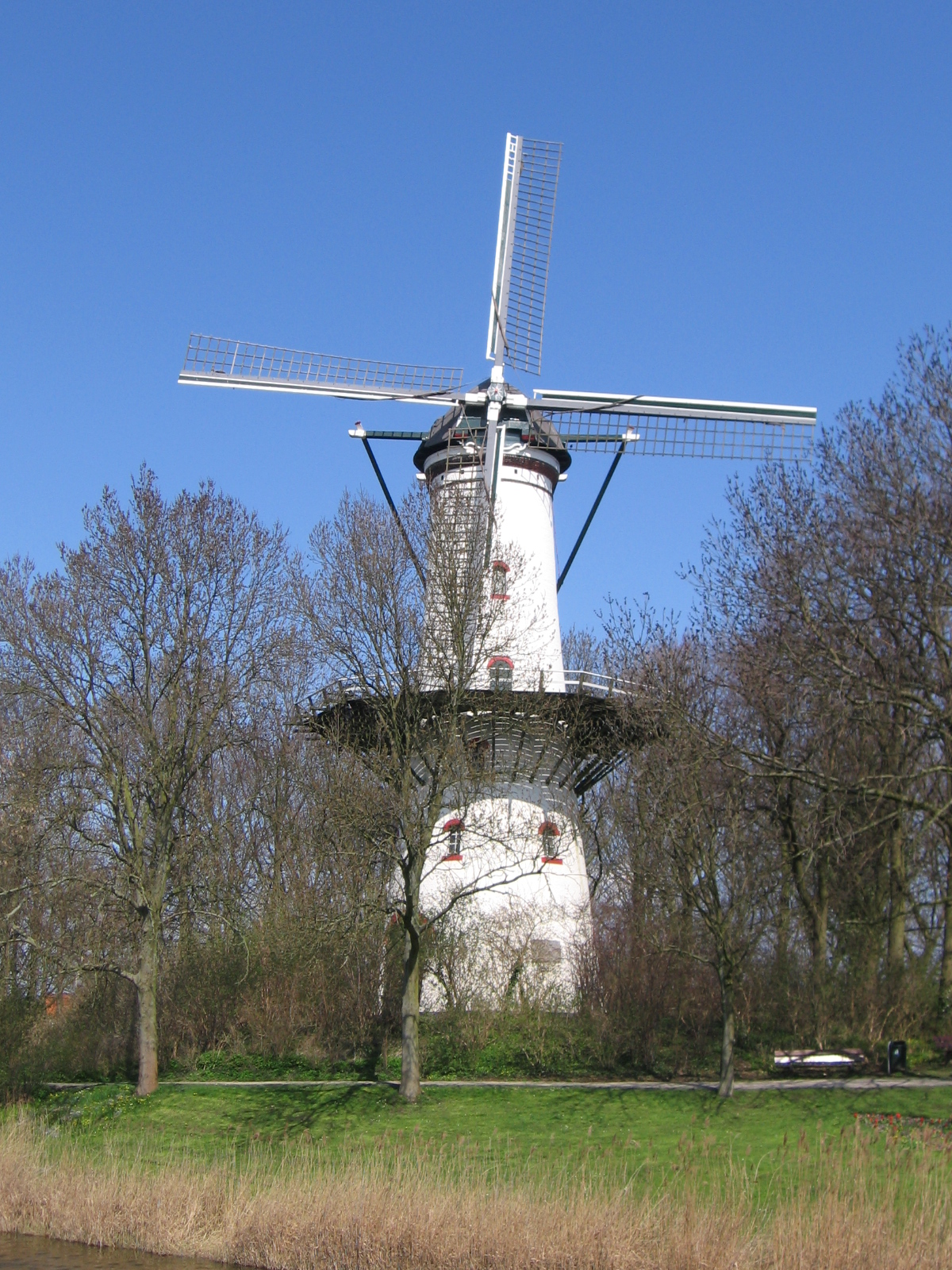
Wiatrak w Tholen

- Iława